# Jackie Neilson
Jackie Neilson (Newtongrange (Midlothian), 1 april 1929 – 22 juni 2012) was een Schots voetballer die 215 wedstrijden speelde voor St. Mirren in de periode 1949 tot 1960. 

## Erelijst
- Scottish Cup: 1959